# Oriole Park at Camden Yards
L'Oriole Park at Camden Yards, chiamato semplicemente Camden Yards o Oriole Park, è uno stadio di baseball situato nella città di Baltimora, nel Maryland, Stati Uniti. Ospita le partite casalinghe dei Baltimore Orioles, squadra di baseball che milita nella Major League Baseball (MLB).
È stato costruito per sostituire il vecchio Memorial Stadium ed è ubicato nel centro della città, adiacente alla zona turistica e portuale chiamata Inner Harbor. Insieme al M&T Bank Stadium (stadio utilizzato dai Baltimore Ravens della National Football League) costituisce il Camden Yards Sports Complex.
È stato il primo stadio della Major League Baseball ad essere costruito, in epoca moderna, seguendo uno stile retro cioè dando un tocco nostalgico all'architettura.
È stato inaugurato il 6 aprile 1992 con una partita tra gli Orioles e i Cleveland Indians. I padroni di casa vinsero con il punteggio di 2 a 0 e l'allora presidente degli Stati Uniti d'America George H. W. Bush effettuò il consueto primo lancio all'inizio della partita.
Nel 1993 ha ospitato l'MLB All-Star Game.
Sono state girate qui scene dei film Major League - La rivincita, Dave - Presidente per un giorno e Head of State e delle serie Una donna alla Casa Bianca e The West Wing.

## Galleria d'immagini

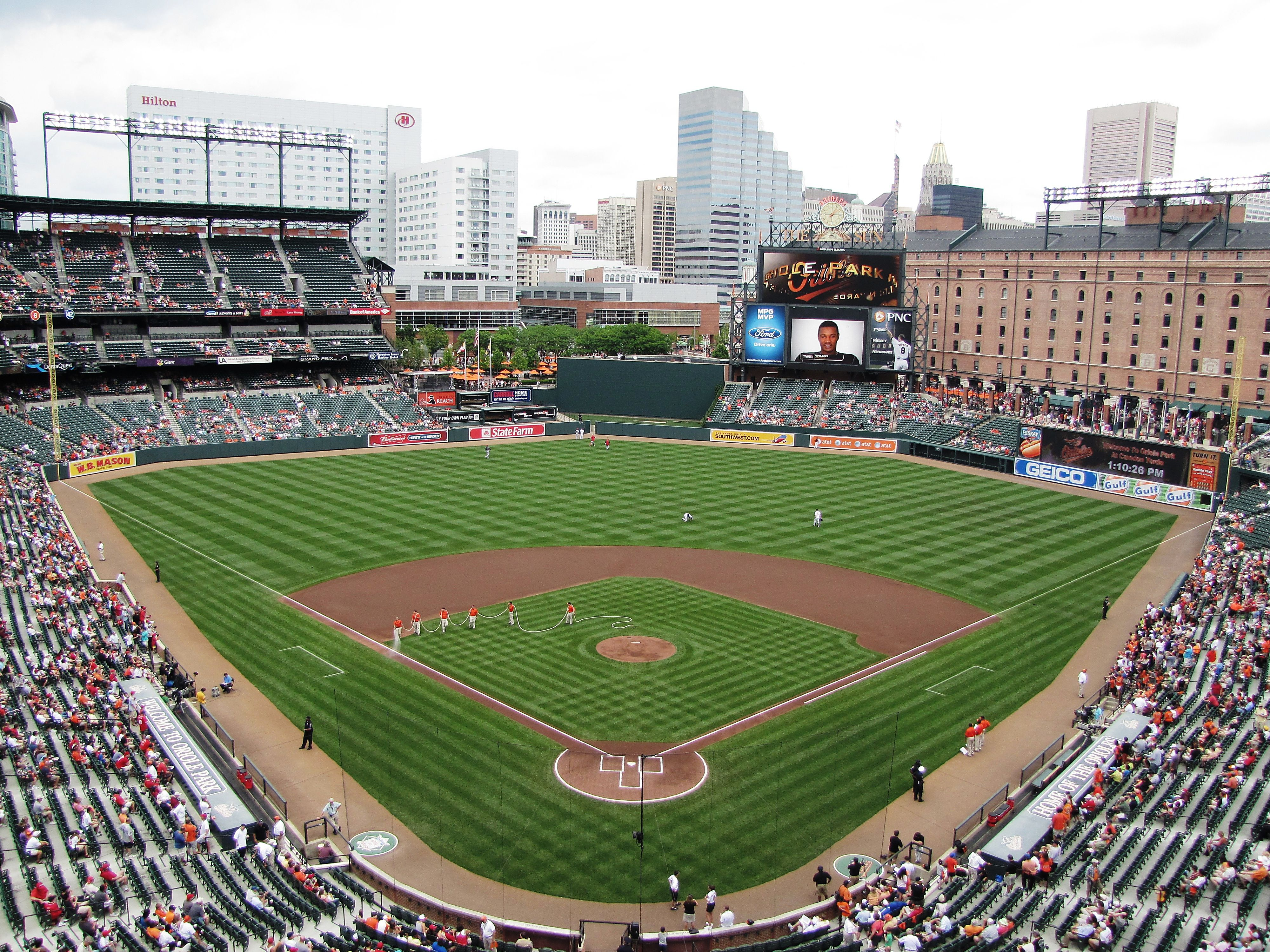
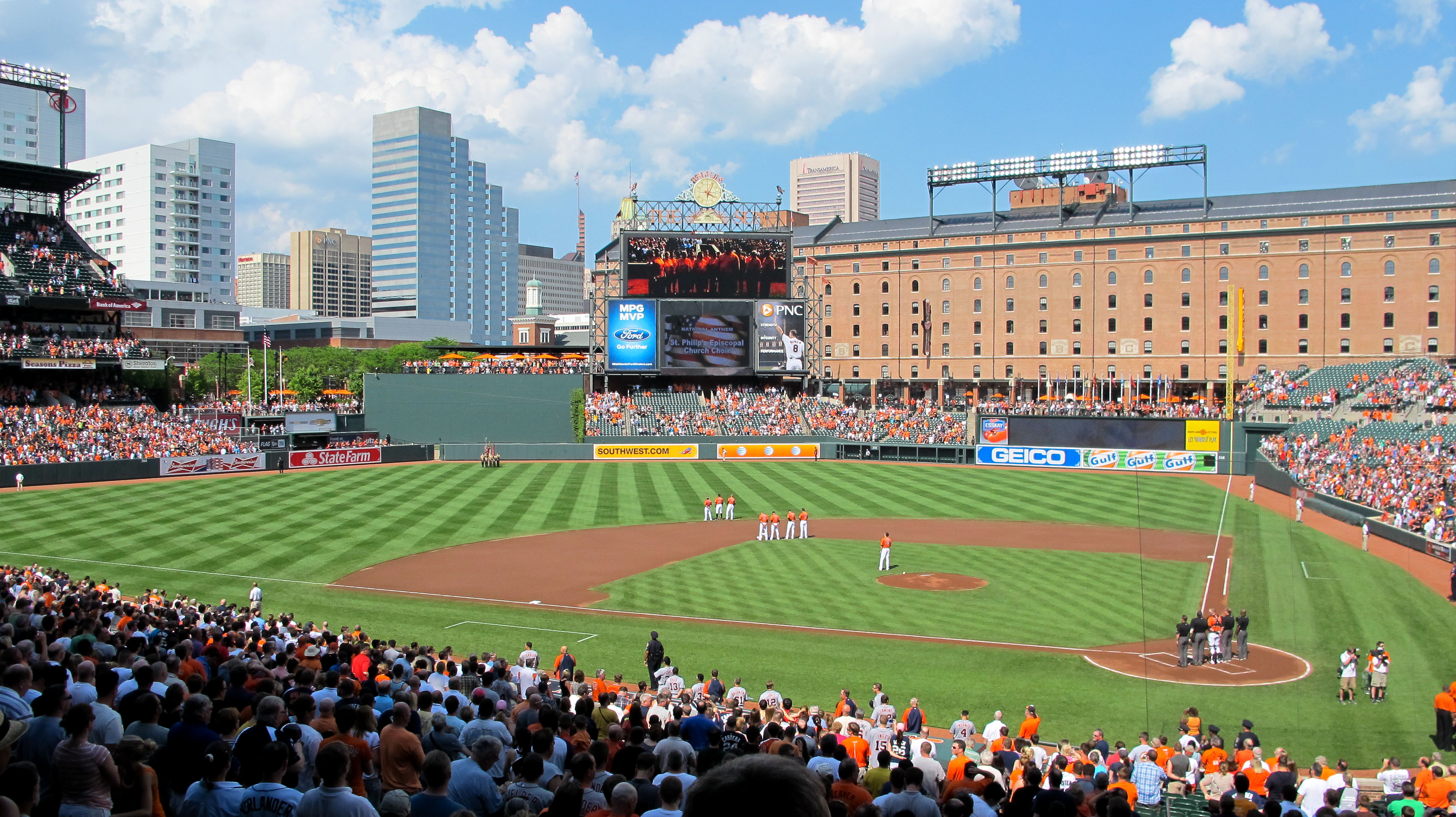
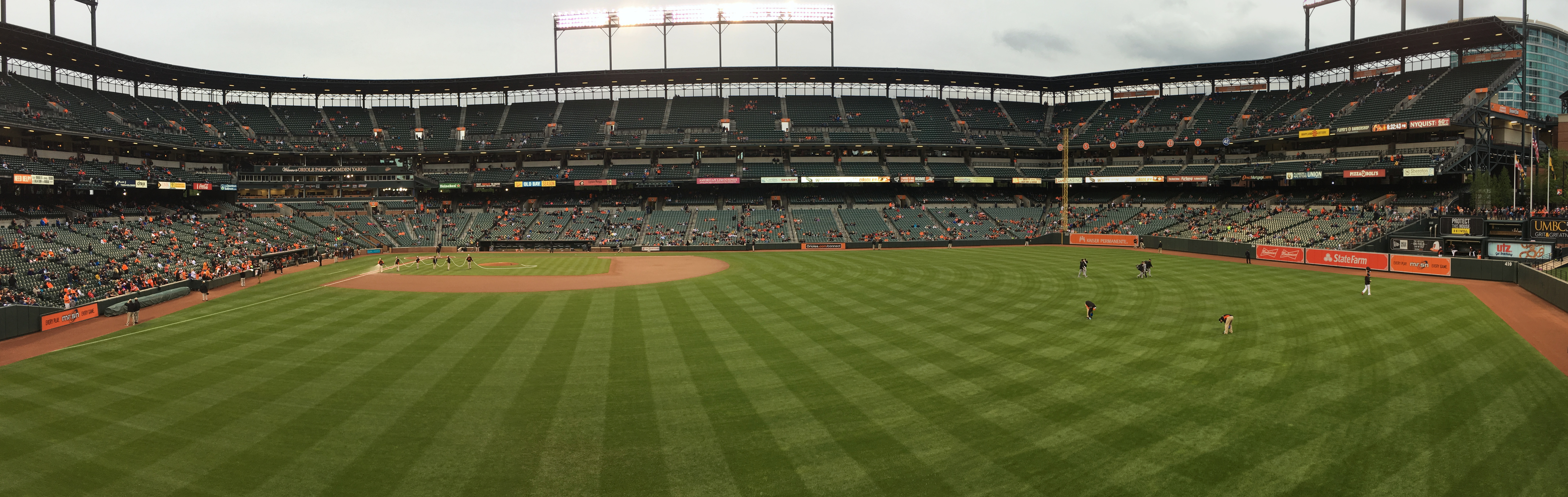
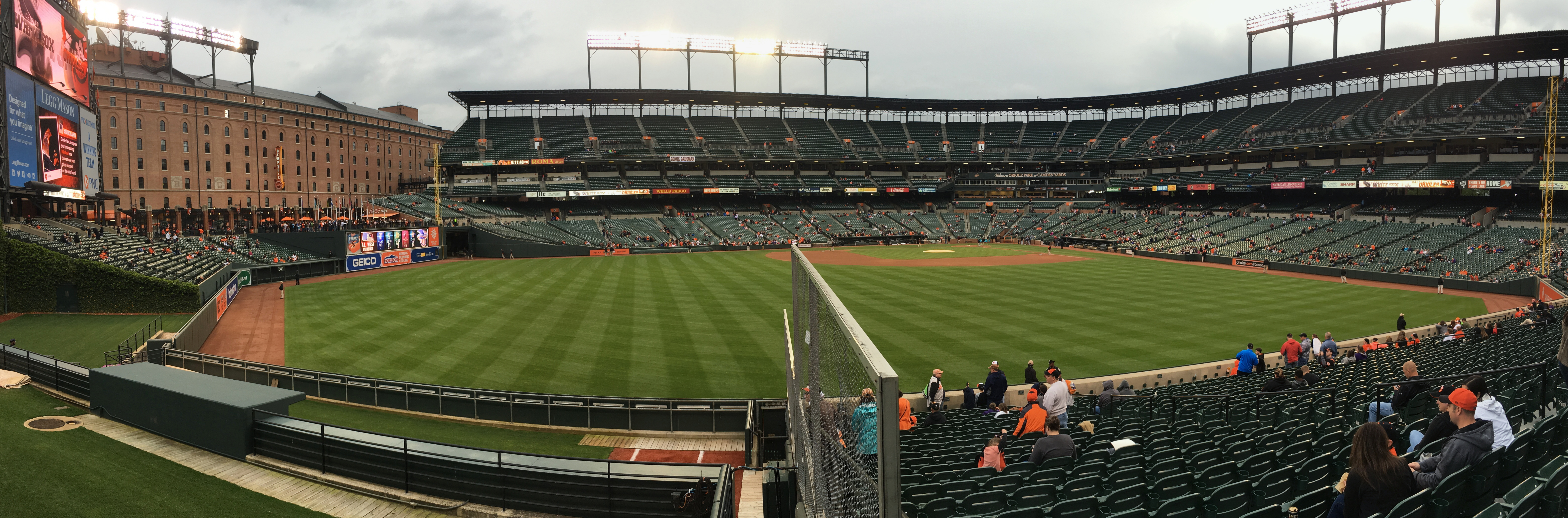
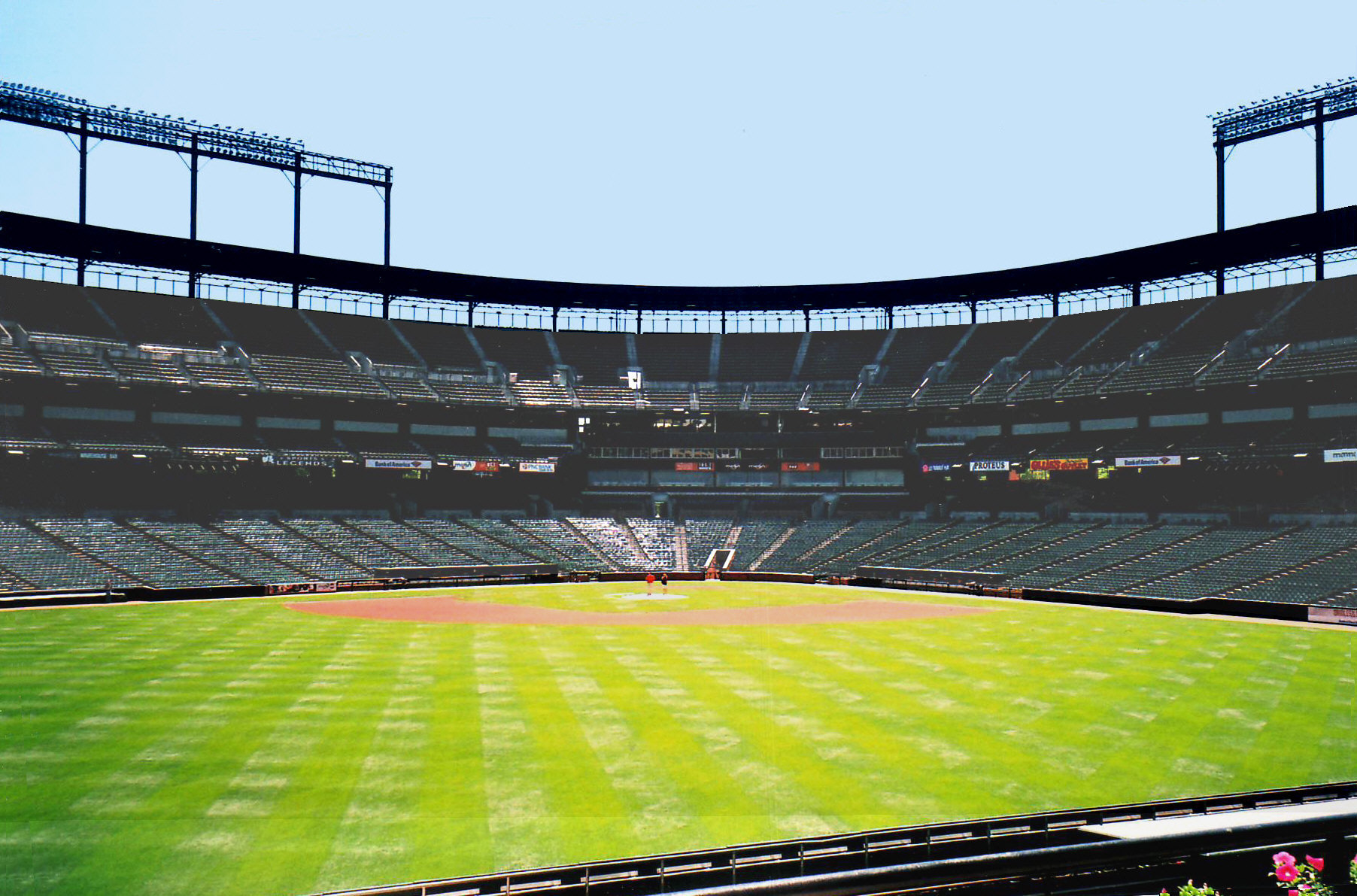
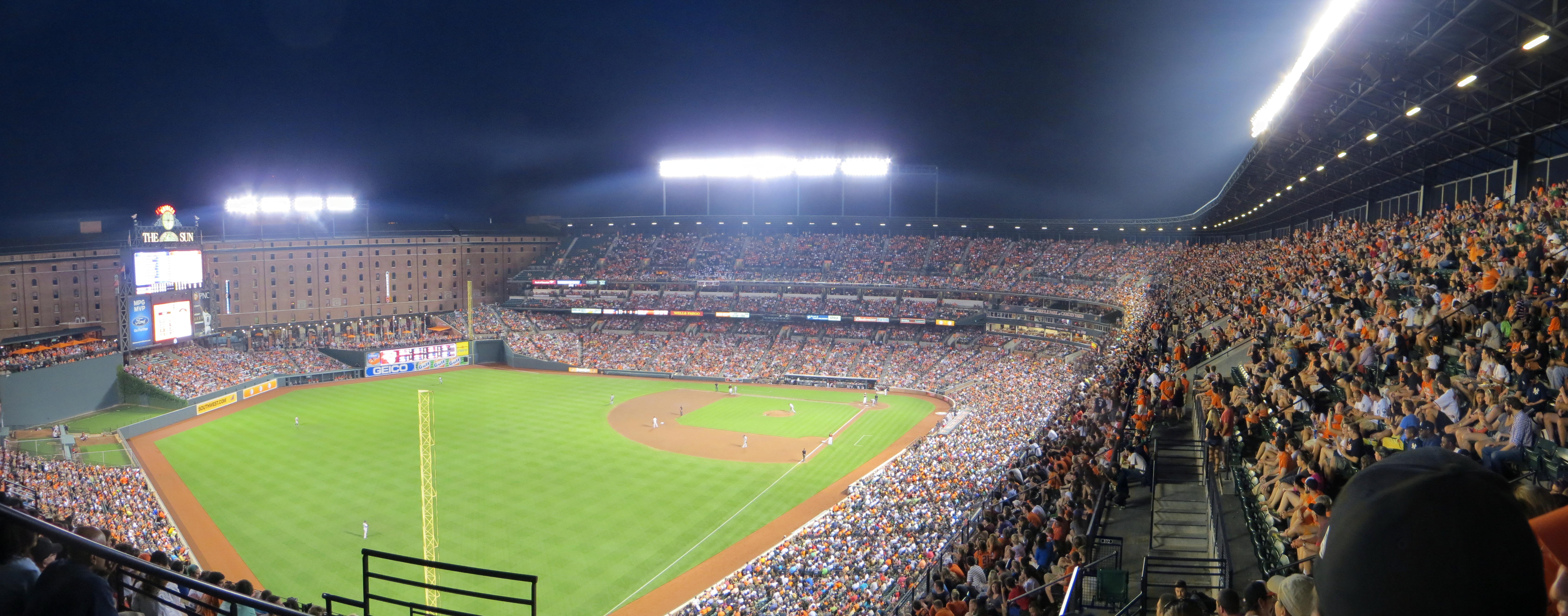
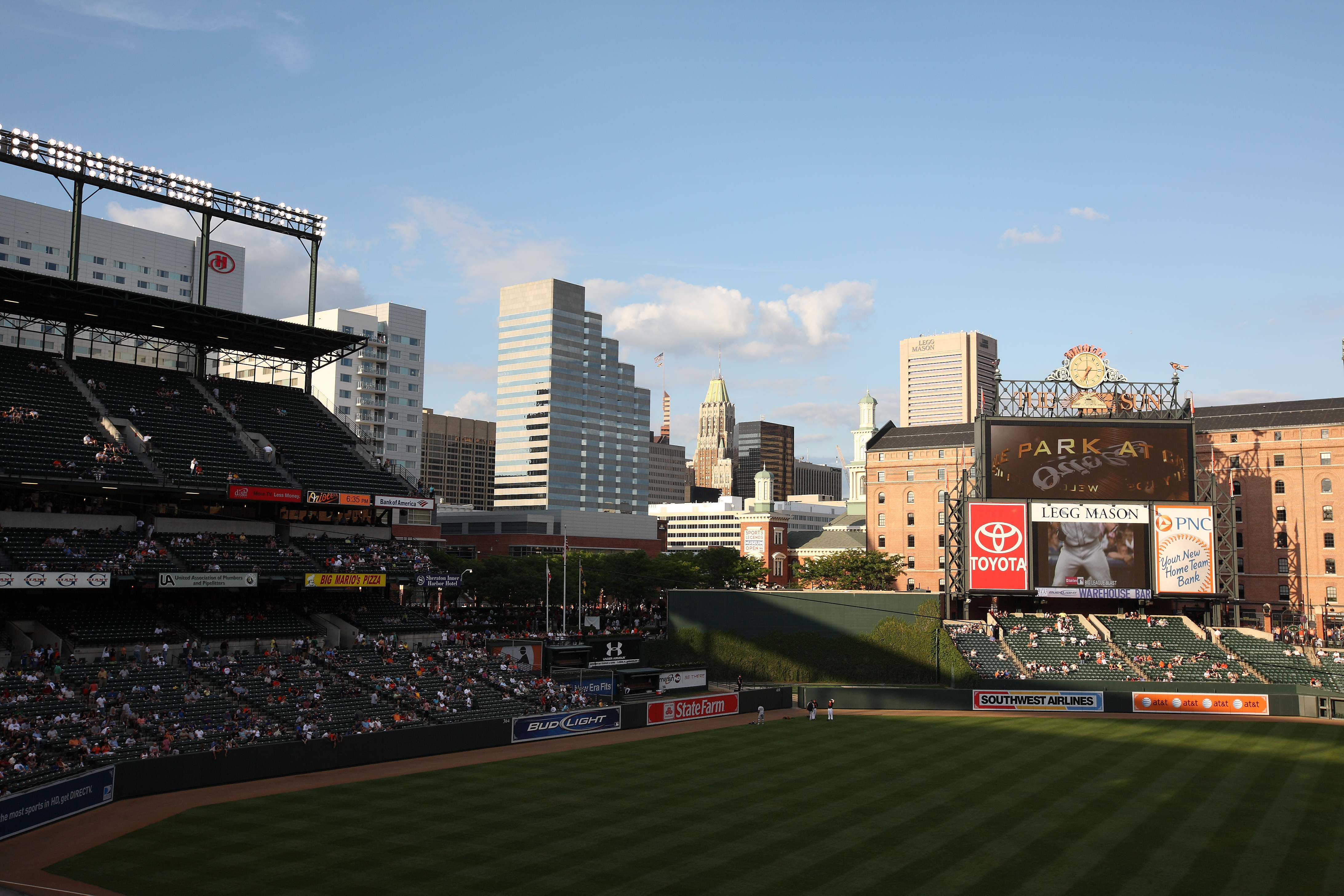
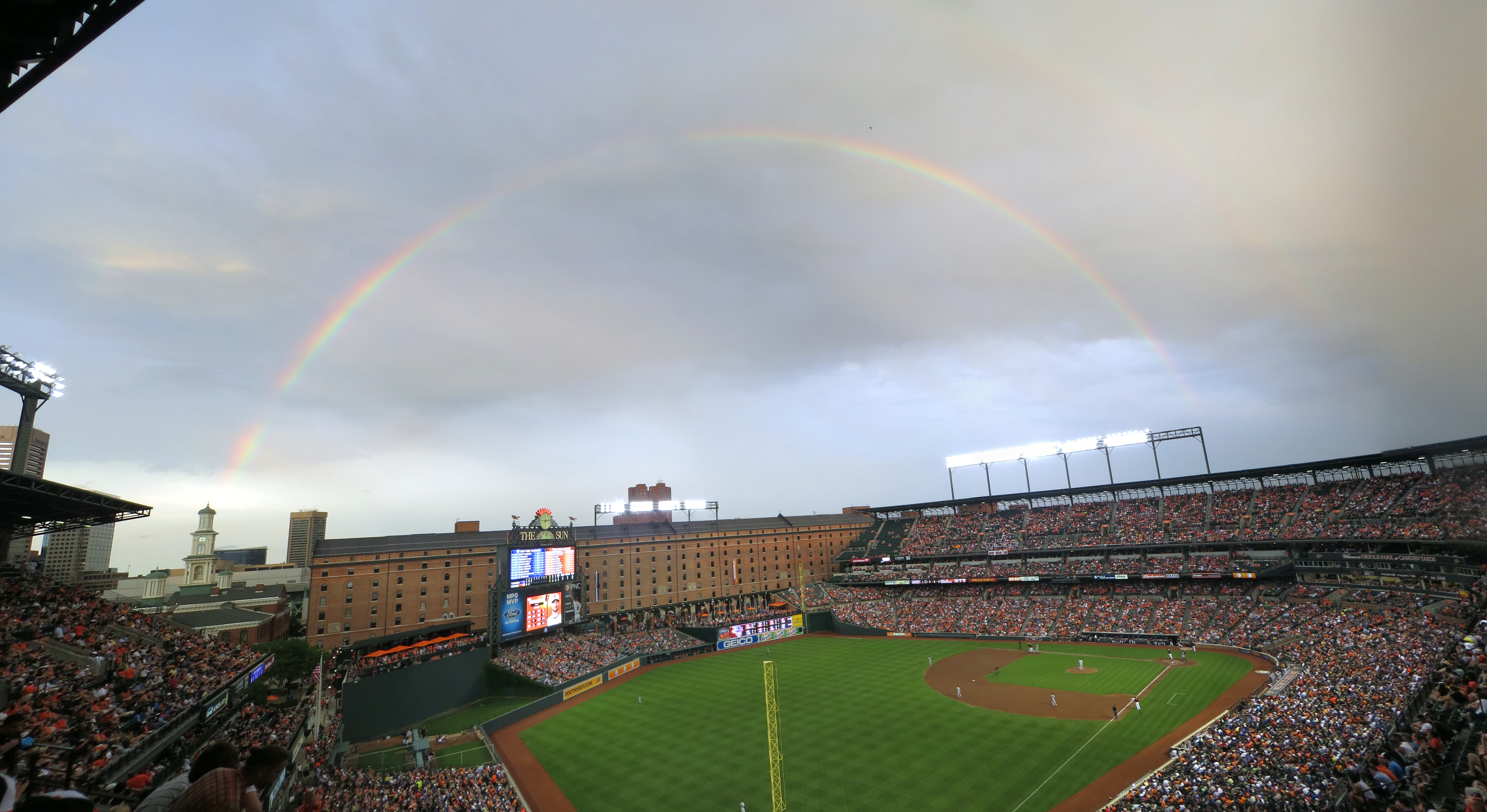
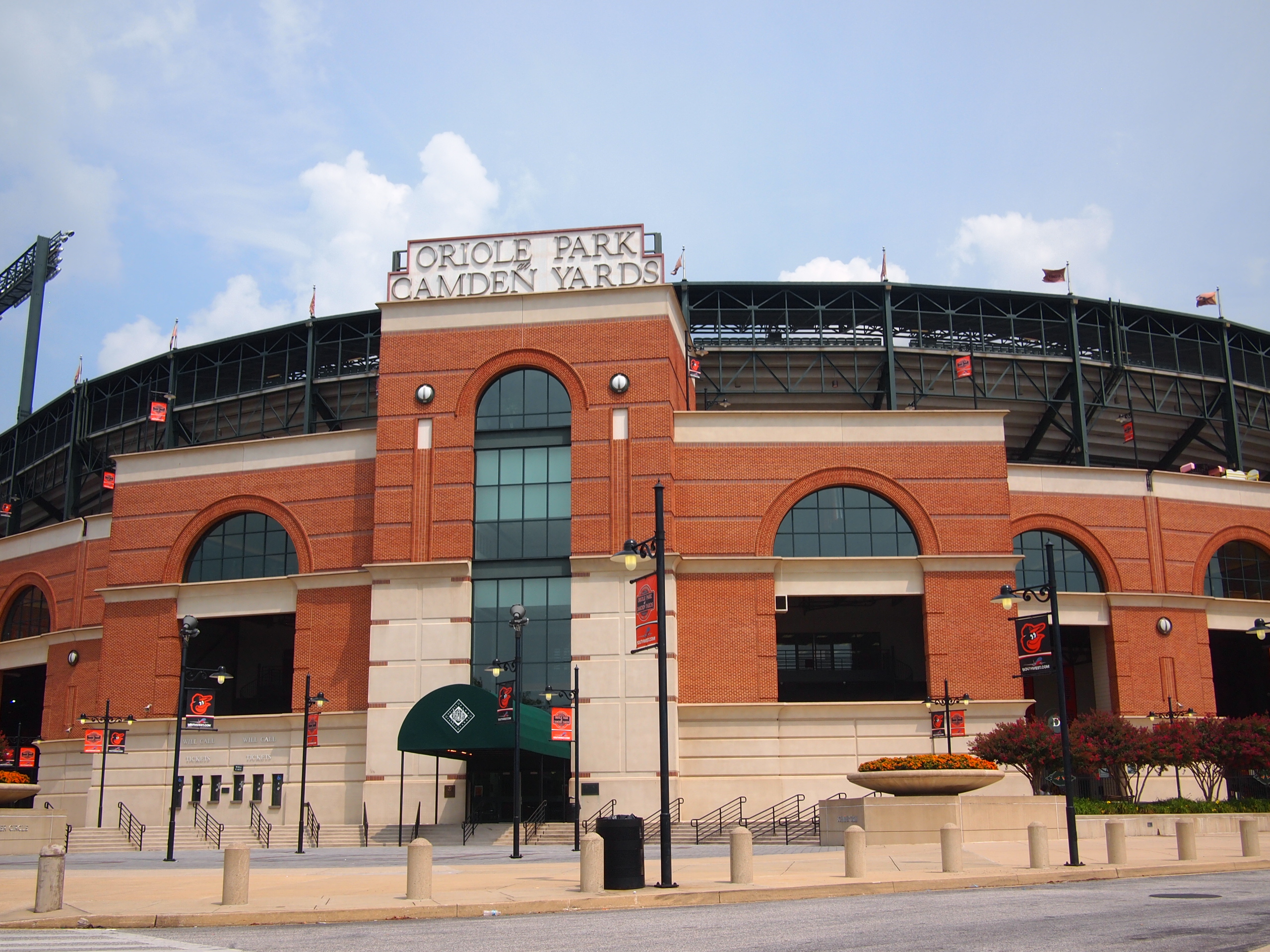

## Capienza
- 48,041 (1992–1996)
- 48,079 (1997–2000)
- 48,190 (2001–2004)
- 48,290 (2005–2010)
- 45,971 (2011–oggi)